# Umami (Film, 2025)
Umami ist ein türkisches Filmdrama aus dem Jahr 2025, basierend auf dem 2021 erschienenen britischen Film Yes, Chef!. Seine Uraufführung feierte der Film am 4. Februar 2025. Die reguläre Erstveröffentlichung des Films fand in der Türkei am 12. Februar 2025 als Original durch Disney+ via Star statt. Im deutschsprachigen Raum erfolgte die Erstveröffentlichung des Films am selben Tag durch Disney+ via Star.

## Handlung
Sina Bora ist Chefkoch und Inhaber eines der gefragtesten Luxusrestaurants in Istanbul. Eines Abends wird er unerwartet mit einer Reihe persönlicher und beruflicher Herausforderungen konfrontiert, die eine ungeahnte Tragweite entfalten. Kurz vor der Öffnung des Restaurants erfährt Sina, dass sein Vater notoperiert werden muss. Er ist hin- und hergerissen zwischen seiner Familie und seinem angeschlagenen Restaurant und wird zusätzlich durch fehlende Zutaten, Spannungen unter dem Personal und einer überraschenden Inspektion belastet. Die Situation verschlimmert sich noch, als sein ehemaliger Mentor, der renommierte Küchenchef Renzo, auftaucht. Im Laufe des Abends muss Sina mehrere Krisen bewältigen und versucht, Familie und Arbeit in Einklang zu bringen, während er darum kämpft, allem gerecht zu werden. Dieser Abend lotet seine Grenzen als Koch, Führungskraft und Sohn aus und offenbart den Menschen hinter der Fassade.

## Besetzung und Synchronisation
Die deutschsprachige Synchronisation entstand nach dem Dialogbuch sowie unter der Dialogregie von Tiyam Akbarzadeh durch die Synchronfirma Iyuno Germany in Berlin.
| Rolle           | Schauspieler          | Synchronsprecher        |
| --------------- | --------------------- | ----------------------- |
| Sina Bora       | Burak Deniz           | Fabian Oscar Wien       |
| Melis           | Öykü Karayel          | Özge Kayalar            |
| Cengiz          | Ulvi Kahyaoğlu        | Sebastian Kluckert      |
| Renzo           | Osman Sonant          | Sven Gerhardt           |
| Çiğdem          | Tuğba Çom             | Daniela Molina          |
| Çekdar          | Onur Ünsal            | Tiyam Akbarzadeh        |
| Halil           | Can Bartu Arslan      | Jaron Müller-Schuch     |
| Serkan          | Kemal Burak Alper     | Levin Jäger             |
| Selim           | Murat Kılıç           | Michael Iwannek         |
| Ömer            | Kürşat Demir          | David Turba             |
| Nükhet          | Nergis Öztürk         | Anna Dramski            |
| Alba            | Selin Şekerci         | Carolin Brunk           |
| Cihan           | Taha Bora Elkoca      | Tobias John von Freyend |
| Kerim           | Doğaç Yıldız          | Alex Friedland          |
| Feride          | Özlem Türay           | Andrea Cleven           |
| Pelin           | Yaren Güldiken        | Anja Nestler            |
| Kazım           | Doruk Hasret Arı      | Manuel Elsherif         |
| Berno           | Izabella Muzurbaeva   | Lisa Dzyadyk            |
| Burak           | Burak Acar            | Marc Skanderberg        |
| İpek            | Gülce Bilgin          | Meryem Basar            |
| Yusufcan        | Metehan Kaya          | Maurice Sarnacki        |
| Fatih           | Safa Tabur            | Sebastian Borucki       |
| Üvey Anne       | Berfu Öztoprak        | Julie Bonas             |
| Beril           | Bilgesu Akın          | Anna Luise Borner       |
| Mert            | Mehmet Fatih Obuz     | Sebastian Rettinghaus   |
| Nadya           | Melisa Tuncer         | Julie Bonas             |
| Prüfer          | Abdurrahman Yunusoğlu | Thomas Schmuckert       |
| Emir            |                       | Marco Greiser           |
| Serhat          |                       | Caner Kaya              |
| Hasan           |                       | Marco Greiser           |
| Mutter von Sina |                       | Sabine Walkenbach       |